# Karim Sadiq
Karim Khan Saadiq (tiếng Pashtun: كريم خان) (sinh 28 tháng 2 năm 1984) tại Nangarhar Province) là 1 vận động viên cricket người Afghan. Anh là 1 right-handed batsman chơi ở vị trí wicketkeeper cho Afghan national team. Anh ném kiểu off break,

## Sự ngiệp ban đầu
Saadiq là thành viên của Afghanistan vô địch World Cricket League Division Five, Division Four và Division Three, giúp cho đội lên chơi Division Two và tham dự 2009 ICC World Cup Qualifier's.

## Ra khỏi đội Afghanistan
Thời gian không lâu sau khi Afghanistan đạt chuẩn ODI, Saadiq ra khỏi đội tuyển quốc gia để phản đối anh trai Hasti Gul đã làm đội thua giải  ICC Intercontinental Cup trước Zimbabwe XI. Saadiq cáo buộc sự  "bất công" và "sai lầm", của huấn luyện viên Kabir Khan đã không vì lợi ích quốc gia.

## Quay trở lại
Anh thi đấu trận first-class đầu tiên vào thắng 1 năm 2010 đối đầu với Ireland, và ghi được 19 với 1 run.
Tháng 2 năm 2010, Saadiq chơi trận Twenty20 International đầu tiên tại giải Sri Lanka Associates T20 Series với Ireland. Saadiq ghi được 2/17, tuy nhiên Afghanistan đã thua bởi 5 wickets. Sau đó, Saadiq là thành viên chủ lực của Afghanistan chiến thắng giảiWorld Twenty20 Qualifier. Saadiq sau đó tham dự 2010 ICC World Twenty20.
Saadiq cũng đã cùng đội tuyển của mình vô địch 2010 ACC Trophy Elite sau khi đánh bại Nepal trong trận chung kết bằng 95 runs riêng Saadiq ghi điểm nhiều nhất đội với 58 runs. Trong trận đầu tiên tại giải, anh ghi được 130 runs với 92 balls gặp đối thủ Bhutan in Afghanistan's 393 run win.

## One Day International Centuries
- cột dọc Runs, * tức là not out
- tiêu đề cột Match và Match Number của vận động viên

|     | Runs | Match | Against  | City/Country  | Venue                 | Year |
| --- | ---- | ----- | -------- | ------------- | --------------------- | ---- |
| [1] | 114* | 10    | Scotland | Ayr, Scotland | Cambusdoon New Ground | 2010 |